# 肯彭戰役
肯彭戰役發生於1642年1月17日，是三十年戰爭中一場位於西發里亞肯彭的戰役，法國-黑森聯軍在蓋布里昂伯爵的領導下戰勝了紀堯姆·德·朗布瓦領導的帝國軍並俘虜了他。
當布德斯的軍隊越過溝渠襲擊時，蘭博伊正在吃早餐。蓋布里昂伯爵用步兵壓制住帝國軍的前線，然後用騎兵、龍騎兵和火槍手進行了鉗形攻勢，在一場坎尼式的殲滅戰中摧毀了帝國軍隊。紀堯姆·德·朗布瓦連同19名上校、166面旗幟、4,000至5,000人以及所有火砲和行李被俘。

## 註腳
1. 1 2  Bodart 1916，第85頁.
2. 1 2 3  Clodfelter 2017，第39頁.
3. ↑  Wilson 2011，第633頁.
4. ↑  Guthrie 2003，第190–191頁.
5. ↑  Bodart 1908，第67頁.